# Подложье (Струго-Красненский район)
Подло́жье — деревня в Струго-Красненском районе Псковской области России. Входит в состав сельского поселения «Новосельская волость». Численность населения составляет на 2000 год — 59 жителей, на 2010 год — 58 жителей.

## География
Находится на северо-востоке региона, в южной части района, в лесной местности на реке Кебь, в 40 км к юго-западу от посёлка Струги Красные, к юго-востоку от бывшего волостного центра Цапелька.
Уличная сеть представлена 4 географическими объектами: Зелёный пер., ул. Крестовская, ул. Лазурная и ул. Шоссейная.

## История
Согласно Закону Псковской области от 28 февраля 2005 года деревня Подложье вошла в состав образованного муниципального образования Цапельская волость.
До апреля 2015 года деревня Подложье входила в Цапельскую волость.
В соответствии с Законом Псковской области от 30 марта 2015 года № 1508-ОЗ деревня Подложье, вместе с другими селениями упраздненной Цапельской волости, вошла в состав образованного муниципального образования Новосельская волость.

## Население
| 2001 | 2002 | 2010 | 2011 |
| ---- | ---- | ---- | ---- |
| 59   | ↗70  | ↘39  | ↗58  |

## Инфраструктура
Личное подсобное хозяйство. Вывоз леса, деревообработка.

## Транспорт
Просёлочные дороги.